# 新殺戮戰警
《新殺戮戰警》（英語：Shaft）是一部2019年美國動作犯罪喜劇片，由提姆·史多利執導，肯尼亞·巴里斯和亞歷士·巴諾（Alex Barnow）共同撰寫劇本。該片為《黑街神探》系列的第五部電影作品，以及2000年電影《殺戮戰警》的續集；但該片和前集不同的是由華納兄弟發行，而非派拉蒙影業。
主演包括山繆·傑克森、傑西·亞瑟、蕾吉娜·霍爾及理察·朗崔。故事描述擁有麻省理工學院學位的電腦安全專家小約翰·雪夫為了揭開好友離奇的死亡，他找上了與自己疏遠的父親——傳說中的私家偵探約翰·雪夫。父子倆必須得一邊調查真相，還要一邊在哈林區的黑社會中解決犯罪問題，而他們一路上也將與第一代的約翰·雪夫共同合作。
該片2019年6月14日於美國院線上映，並在兩週後在Netflix上作國際發行。

## 劇情
1989年，約翰·雪夫和妻子瑪雅·巴巴尼柯斯及幼子小約翰·「JJ」·雪夫在毒梟戈迪塔的襲擊中倖存。因擔心雪夫的生活方式將使他們處於危險之中，瑪雅離開了他並獨自扶養JJ。二十五年後，JJ成為了FBI的探員，同時也是麻省理工學院的電腦安全專家。在他的童年朋友卡里姆死於海洛因過量後，JJ得出他一定是遭人謀殺的結論。JJ前往哈林區調查出售毒品給卡里姆的藥頭曼努埃爾，但反被對方以暴力驅逐。JJ的另一名童年朋友兼護理師女友莎夏從卡里姆的毒理學報告指出，卡里姆體內的海洛因量是早在自己服用前就足以殺死自己，這表明他確實遭到謀殺。束手無策的JJ轉向自己的疏遠父親雪夫尋求援助，而雪夫在得知JJ的案件可能會幫自己找到戈迪塔後同意幫助他。兩人開始一起調查，但JJ的白領生活觀與雪夫的老派街頭風產生了衝突。再次面對曼努埃爾後，兩人調查了卡里姆生前參與的康復診所「兄弟互助會」，並從那得知卡里姆加入了目前被FBI懷疑為恐怖主義的清真寺組織。
隔日，莎夏陪同雪夫父子倆調查清真寺，但他們被伊瑪目趕了出來。雪夫說服JJ和莎夏一起共進浪漫晚餐；雪夫與JJ接下來調查了一位名叫班妮·羅德里格斯的女士所擁有的便利商店，後者曾向清真寺捐贈了50萬美元。之後，瑪雅打電話給JJ，表示自己要來紐約與一個男人約會；但瑪雅卻在約會時碰見了事先埋伏的雪夫。雪夫和JJ分別遭到了班妮精心策劃的襲擊中存活，但也讓瑪雅迫使雪夫將JJ退出這次的調查。
JJ將他們收集的證據交給FBI，後者逮捕了清真寺的伊瑪目。然而，媒體指責了FBI的伊斯蘭恐懼症，這讓JJ的上司維耶蒂開除了他。JJ回頭找雪夫時無意間聽見對方對於戈迪塔的談話，讓他相信父親一直在利用自己。JJ和莎夏循著班妮的線索而查到了一間廢棄的倉庫，並得知「兄弟互助會」是毒品走私活動的前線，這也代表著他們與戈迪塔合作；卡里姆因無法接受此事而遭到負責人蓋瑞·柯沃斯少校殺害。當JJ被對方捉住後，雪夫即時現身救了他，但莎夏卻遭對方抓走；JJ則利用追蹤手機定位得知了莎夏的位置。為了獲得更多的火力，兩人訪問JJ的祖父老約翰·雪夫，老雪夫決定跟著他們襲擊戈迪塔的頂層公寓。經過一場交火後，蓋瑞等人及戈迪塔的手下們都已被殺死，但戈迪塔試圖射殺JJ來報復雪夫，但雪夫及時擋下子彈並將對方拋出窗外而墜樓死去。
在此之後，雪夫在醫院療傷。維耶蒂為JJ恢復了他的工作（改為外勤探員），但JJ拒絕了他並改和父親及祖父合作從事私家偵探的工作。

## 演員
- 山繆·傑克森 飾 約翰·雪夫（John Shaft）
- 傑西·亞瑟 飾 小約翰·「JJ」·雪夫（John "JJ" Shaft Jr.）
- 理察·朗崔 飾 老約翰·雪夫（英语：John Shaft）
- 雅莉珊卓·希普 飾 莎夏·阿里亞斯（Sasha Arias）
- 蕾吉娜·霍爾 飾 瑪雅·巴巴尼柯斯（Maya Babanikos）
- 亞凡·喬吉亞 飾 卡里姆·哈斯桑（Karin Hassan）
- 馬特·勞瑞亞 飾 蓋瑞·柯沃斯少校（Major Gary Cutworth）
- 泰塔斯·威利弗 飾 維耶蒂特別探員（Special Agent Vietti）
- 伊薩赫·德·班克爾 飾 皮耶羅·「戈迪塔」·卡雷拉（Pierro 'Gordito' Carrera）
- 方法人（英语：Method Man） 飾 弗萊迪·P（Freddie P）
- 羅比·瓊斯（英语：Robbie Jones (actor)） 飾 凱斯·威廉斯中士（Sergeant Keith Williams）
- 蘿倫·維萊斯 飾 班妮·羅德里格斯（Bennie Rodriguez）
- 亞倫·多明格茲（Aaron Dominguez） 飾 艾迪·多明格茲上士（Staff Sergeant Eddie Dominguez）

## 製作
2015年2月18日，新線影業宣布已取得《黑街神探》系列的版權，並將與約翰·戴維斯的戴維斯娛樂一同推出全新的電影。2015年7月28日，據報導，肯尼亞·巴里斯和亞歷士·巴諾（Alex Barnow）將會該片撰寫劇本，巴里斯也將擔任執行製片人。2017年1月20日，片商聘請提姆·史多利擔任導演。2017年8月18日，該片將命名為，為2000年電影《殺戮戰警》的續集，由傑西·亞瑟飾演山繆·傑克森角色約翰·雪夫二世（John Shaft II）的兒子，而傑克森和理察·朗崔仍會回歸演出各自的角色。
主要拍攝於2018年2月開始進行。其拍攝於2018年上半年完成；但於2018年8月，演員們被召回來在喬治亞州亞特蘭大重拍了一些片段。

## 發行
2017年10月，Netflix與新線影業達成協議，以電影預算3000萬美元一半以上的金額來取得發行權。該片於2019年6月14日在美國院線上映。而國際市場上，則由Netflix於2019年6月28日在該平台上發行；Netflix為該片支付了600萬至700萬美元的版權金。

## 迴響

### 評價
《新殺戮戰警》在影評界普遍獲得負面的評價，但在觀眾間的反響則較佳。該片在爛番茄網站上根據110條評論而持有30%的新鮮度，平均得分4.55／10。而在Metacritic上則取得40分（滿分100）。據CinemaScore調查，觀眾的評價在A+至F間落於「A」。

### 票房
在美國和加拿大，《新殺戮戰警》與《MIB星際戰警：跨國行動》及擴大發行的《深夜秀》同天上映並競爭，外界預估《新殺戮戰警》在首週末能從2950間戲院中獲得1720萬至2000萬美元的票房。但該片在首日僅獲得了270萬美元（包含週四晚間先行場的60萬美元），這使預估值降低至700萬美元。美國首週票房僅取得830萬美元，位居當週票房排名第六。

## 備註
1. ↑  在前集中，老約翰·雪夫被指稱為約翰·雪夫的叔叔，但在本片中則改稱為父親。據約翰·雪夫所述，身為他父親的老雪夫先前一直裝成自己的叔叔。

## 外部連結
- 互联网电影数据库（IMDb）上《新殺戮戰警》的资料（英文）
- 豆瓣电影上《新殺戮戰警》的資料 （简体中文）